# Andrea Redusi
Andrea Redusi (detto anche Redusii, Redusio, Quero o da Quero; anni 1360 – 4 dicembre 1442) è stato un funzionario, diplomatico e militare italiano impegnato nella vita pubblica di Treviso tra il Tre e il Quattrocento e autore di un Chronicon tarvisinum.

## Biografia

### Origini
Nacque da Taddeo Redusi negli anni 1360; infatti, doveva aver ormai raggiunto la maturità nel 1384, quando collaborò con il padre nella ricostruzione delle case di famiglia a Quero.
La sua casata discendeva da Redusio di Bartolomeo di Quero, centro delle Prealpi oggi in provincia di Belluno ma all'epoca compreso nel Trevigiano. Fu lui a stabilirsi a Treviso con il fratello Ferruccio verso l'inizio del Trecento, dove assunse la cittadinanza e si affermò nei commerci tra la pianura, Venezia e l'area alpina, favorito dalle proprietà e dalle relazioni che ancora manteneva nel paese natale. Nel 1335 ottenne il titolo di nobilis rusticanus, ma a suggellare la sua affermazione nel ceto dirigente trevigiano fu il matrimonio con Alice, figlia del conte Manfredo di Collalto.
Dei suoi otto figli, tre maschi e cinque femmine, vanno ricordati Bartolomeo, prestigioso notaio che tra il 1377 e il 1384 fu cancelliere del Comune di Treviso, e soprattutto Taddeo (padre di Andrea), che rafforzò i legami con i Collalto e in particolare con Rambaldo IX, per il quale fu procuratore e amministratore. Lavorò inoltre per il governo della città - fu in missione presso il doge nel 1374 - ed entrò nelle grazie di Francesco il Vecchio da Carrara, che detenne il potere in città tra il 1384 e il 1388.
Andrea ebbe due fratelli: Giovanni, che fu suo collaboratore politico e militare, e Giacomo, anch'egli attivo in ambito politico e giudiziario, nonché vicecancelliere del Comune di Treviso accanto al congiunto. Verso il 1395 convolò a nozze con una certa Clara dalla quale ebbe Redusio, Taddeo, Gabriele, Flordiana e Costanza detta Casta; rimasto vedovo, si risposò con Rica del fu Antonio Montanaro da Vicenza.

### Carriera
Si formò a Padova, dove tra il 1384 e il 1391 studiò grammatica, retorica e ars notarie. Dunque si trovava in città quando, nel 1390, venne restaurata la signoria dei da Carrara da parte di Francesco Novello. In almeno un'occasione, si occupò di gestir la borsa di studio costituita da Tommaso Salinguerra per gli studenti trevigiani.
Nel 1390 cominciò a lavorare nella Cancelleria comunale di Treviso (città che, dal 1388, era tornata definitivamente in mano alla Repubblica di Venezia). Nel 1391 risulta collaboratore del cancelliere Paolo de Bernardo, noto umanista. Almeno dal 1399 fu notaio del "maleficio".
Di grandissime doti, capace di destreggiarsi tanto con la penna quanto con le armi, si guadagnò ben presto la stima delle autorità che gli destinarono impieghi anche in ambito diplomatico e bellico. Ad ogni crisi politica e militare, la Repubblica chiedeva il suo intervento, costringendolo a lasciare temporaneamente le sue mansioni di funzionario.
Nel 1404, alla morte di Gian Galeazzo Visconti, Venezia acquisì Feltre e Belluno e Redusi fu inviato a consolidare le annessioni occupando i castelli di Zumelle e della Scala. Nel 1406, con Francesco Bembo, lavorò all'annessione di Bassano e del suo territorio, venendone subito nominato castellano.
Nel 1411, quando Pippo Spano occupò Feltre nel corso della guerra tra Venezia e l'Ungheria, restituì alla Repubblica il castello di Quero grazie alla sua conoscenza dei luoghi. Nello stesso anno fu nuovamente castellano di Bassano, mentre nel 1414 raggiunse Pandolfo III Malatesta - in seguito a un avventuroso viaggio attraverso le Prealpi vicentine - e lo convinse ad assumere la guida dell'esercito veneziano. Tornò subito dopo a Bassano per difenderla dagli Ungheresi.
Il 6 ottobre 1416 divenne cancelliere di Treviso, ma non per questo cessarono i suoi impegni militari: nel 1417 si occupò dell'entrata in città di truppe mercenarie, nel 1418 riuscì a recuperare 300 fanti trevigiani disertori e nel 1419 guidò l'esercito nelle Prealpi tra Quero e Feltre per la riconquista di quest'ultima; nel 1420 fu impegnato nell'assedio di Cordignano, occupandosi, assieme al fratello Giovanni, della mobilitazione di mille distrettuali trevigiani.
Di grande rilievo fu la missione a lui assegnata nel 1425: fu spedito a Sarzana e a Pontremoli per convincere i reggitori fiorentini a sostenere i fuoriusciti genovesi che si opponevano a Filippo Maria Visconti. Prese poi parte alla guerra contro Milano, in seguito alla quale la Repubblica ottenne Brescia, dove si insediò il 10 gennaio 1427 in qualità di castellano del castello maggiore.
Dopo il 1428 (è l'ultima data attestata nel suo Chronicon tarvisinum), circondato dall'ammirazione delle autorità e al culmine del prestigio, fu assorbito nell'attività di cancelleria. Si dimise, ormai anziano, nel giugno del 1442, morendo pochi mesi dopo.

### IlChronicon tarvisinum
Buona parte della sua biografia ci è nota con precisione grazie al Chronicon tarvisinum, come venne intitolato da Ludovico Antonio Muratori quando lo inserì nei suoi Rerum Italicarum scriptores. Scritto negli anni tra il 1420 e il 1430, era in origine riportato su un codice - forse autografo -, che il nipote Bartolomeo Redusi donò ad Antonio di Collalto, il quale lo fece rilegare nel luglio 1460. Per un periodo andò perduto: se infatti Bartolomeo Burchelati sosteneva di averlo visto negli anni 1580, poco dopo Nicolò Mauro lo diceva smarrito. Nel 1723 Antonio Rambaldo di Collalto, spronato dal Muratori, riuscì a recuperarlo e ad inviargliene una copia; l'originale fu conservato nell'archivio della famiglia Collalto presso il castello di San Salvatore, ma venne distrutto durante la grande guerra.
Nel codice erano presenti altre opere (alcune già edite nei Rerum), riguardanti i secoli precedenti alla cronaca del Redusi che chiudeva la serie. Tuttavia anche all'interno di quest'ultima erano presenti testi estranei (come una lettera del 1416 inviata da Poggio Bracciolini a Leonardo Bruni attorno alla morte di Girolamo da Praga), pertanto il Muratori preferì inserire nei Rerum solo l'ultimo blocco dell'opera e il prologo con la dedica ad un doge (probabilmente Francesco Foscari). Non essendosi conservato il manoscritto originale, l'inizio resta irreperibile.
La parte del Chronicon pervenutaci può essere divisa in due parti: la prima comincia dall'assedio veneziano di Trieste del 1368 e arriva al 1380, occupandosi con sintesi e precisione delle guerre che interessarono il Veneto e il Friuli; la seconda riguarda i conflitti che colpirono la Marca Trevigiana e il Friuli sino al 1426, ma risulta più disordinata e quasi del tutto priva di riferimenti cronologici. In effetti sino al 1379 Chronicon risulta quasi una traduzione in latino della Cronica della Guerra da Veneciani a Zenovesi, scritta in volgare dal contemporaneo Daniele Chinazzo. A questo punto il legame tra le due opere si interrompe, probabilmente perché Daniele cominciò una parte così dettagliata e prolissa da scoraggiare il Redusi dal tradurla; ne segue una parte fondata essenzialmente sulle memorie dell'autore, riportando le voci che circolavano allora tra Venezia e Treviso (come quelle sulla spedizione di Tamerlano, riferita da Pietro Miani) e gli aneddoti raccontati dal padre e dal nonno materno (entrambi imparentati con i Collalto ai quali si dà molto spazio); vi sono poi parti in cui compare lui come protagonista, talvolta spostando il centro della narrazione a Brescia dove era impegnato.